# Circinisis circinata
Circinisis circinata är en korallart som beskrevs av Grant 1976. Circinisis circinata ingår i släktet Circinisis och familjen Isididae. Inga underarter finns listade i Catalogue of Life.